# Maureen Nisima
Maureen Roxane Nelly Nisima (Bondy, 30 de julio de 1981) es una deportista francesa que compitió en esgrima, especialista en la modalidad de espada.
Participó en los Juegos Olímpicos de Atenas 2004, obteniendo dos medallas de bronce, en las pruebas individual y por equipos (junto con Laura Flessel-Colovic, Hajnalka Kiraly-Picot y Sarah Daninthe).
Ganó siete medallas en el Campeonato Mundial de Esgrima entre los años 2003 y 2010, y cuatro medallas en el Campeonato Europeo de Esgrima entre los años 2002 y 2011.

## Palmarés internacional
| Juegos Olímpicos   | Juegos Olímpicos        | Juegos Olímpicos  | Juegos Olímpicos   |
| Año                | Lugar                   | Medalla           | Prueba             |
| ------------------ | ----------------------- | ----------------- | ------------------ |
| 2004               | Atenas (Grecia)         | Medalla de bronce | Espada individual  |
| 2004               | Atenas (Grecia)         | Medalla de bronce | Espada por equipos |
| Campeonato Mundial |                         |                   |                    |
| Año                | Lugar                   | Medalla           | Prueba             |
| 2003               | La Habana (Cuba)        | Medalla de plata  | Espada individual  |
| 2005               | Leipzig (Alemania)      | Medalla de oro    | Espada por equipos |
| 2006               | Turín (Italia)          | Medalla de plata  | Espada por equipos |
| 2007               | San Petersburgo (Rusia) | Medalla de oro    | Espada por equipos |
| 2007               | San Petersburgo (Rusia) | Medalla de bronce | Espada individual  |
| 2008               | Pekín (China)           | Medalla de oro    | Espada por equipos |
| 2010               | París (Francia)         | Medalla de oro    | Espada individual  |
| Campeonato Europeo |                         |                   |                    |
| Año                | Lugar                   | Medalla           | Prueba             |
| 2002               | Moscú (Rusia)           | Medalla de oro    | Espada individual  |
| 2007               | Gante (Bélgica)         | Medalla de bronce | Espada por equipos |
| 2010               | Leipzig (Alemania)      | Medalla de bronce | Espada por equipos |
| 2011               | Sheffield (Reino Unido) | Medalla de bronce | Espada por equipos |